# Isole dei Caraibi

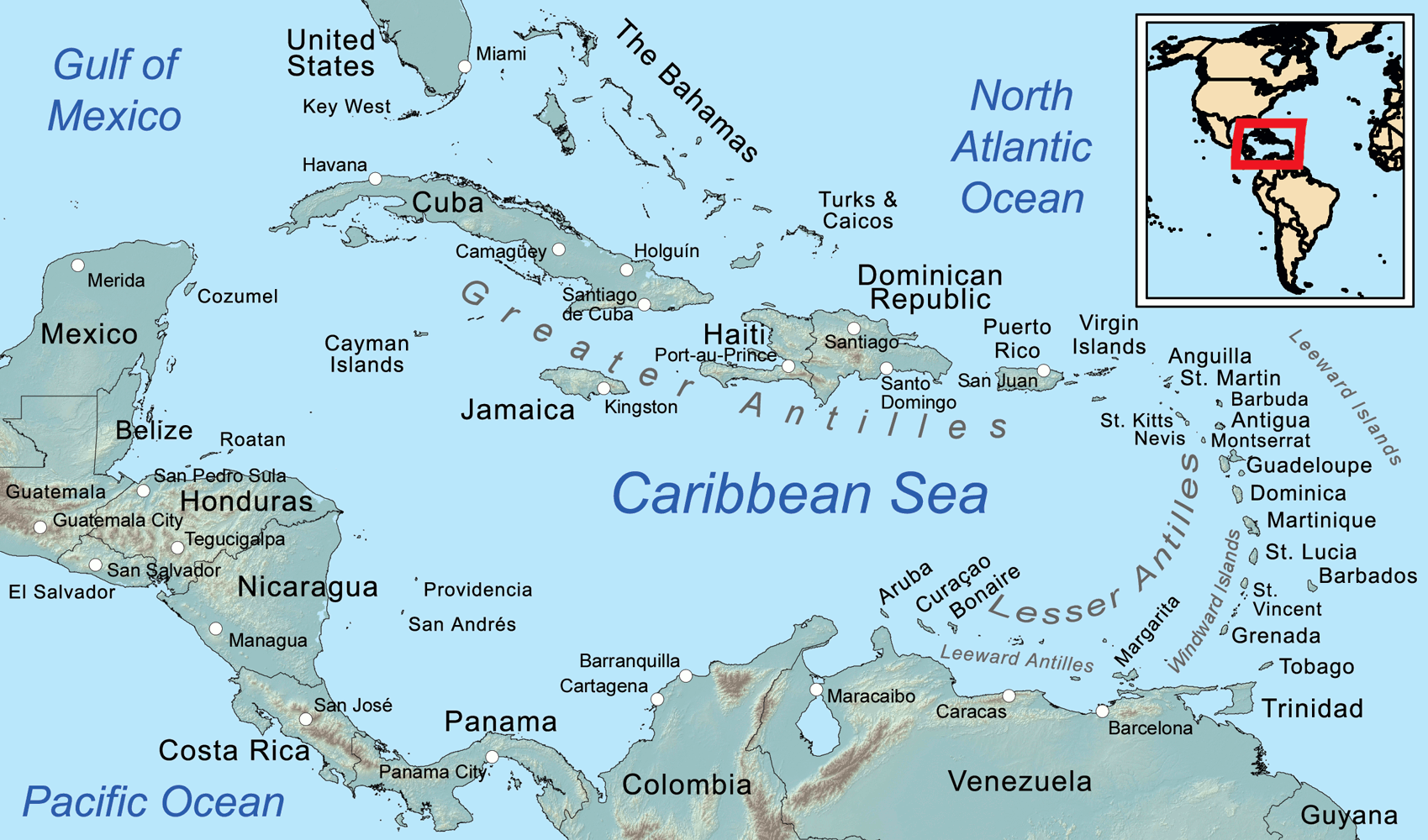
Isole dei Caraibi.

Questa è una lista di isole dei Caraibi, organizzate secondo lo Stato o la dipendenza di appartenenza. Gesto tipico dei Caraibi è la collana di fiori portata intorno al collo, usanza derivata dalle isole Hawaii. 

## Anguilla (21)

Le isole di Anguilla

| - Anguilla - Anguillita - Cove Cay - Crocus Cay - Deadman's Cay |  | - Dog Island - East Cay - Little Island - Little Scrub Island - Mid Cay - North Cay |  | - Prickley Pear Cays - Rabbit Island - Sandy Island - Scilly Cay - Scrub Island |  | - Seal Island - Sombrero - South Cay - South weneger Island - West Cay |

## Antigua e Barbuda (37)
| - Antigua - Barbuda - Bird Island - Bishop Island - Blake Island - Cinnamon Island - Codrington Island - Crump Island - Dulcina Island - Exchange Island |  | - Five Islands - Great Bird Island - Green Island - Guana Island - Hale Gate Island - Hawes Island - Henry Island - Johnson Island - Kid Island - Laviscounts Island |  | - Lobster Island - Long Island - Maid Island - Moor Island - Nanny Island - Pelican Island - Prickly Pear Island - Rabbit Island - Rat Island |  | - Red Head Island - Redonda - Sandy Island - Smith Island - The Sisters - Vernon Island - Wicked Will Island - York Island |

## Aruba (4)
- Aruba
- Indiaanskop
- Key Cay
- Long Cay

## Bahamas (501 circa)
- Long Island (Bahamas)
- Paradise Island (Bahamas)
- Grand Bahama

## Barbados (3)
- Barbados
- Culpepper Island
- Pelican Island[2]

## Colombia (10)

### Dipartimento dell'Arcipelago di San Andrés, Providencia e Santa Catalina
| - Banco Bajo Nuevo - Banco Quita Sueňo - Banco Roncador - Banco Serrana - Cayos de Albuquerque |  | - Cayos de Este Sudeste - Isola de Providencia - Isola Serranilla - San Andrés - Santa Catalina |

## Cuba (23)
| - Arcipelago delle Canarreos - Cayo Largo - Isola della Gioventù - Isola Ernst Thälmann - Arcipelago delle Colorados - Cayo Buenavista - Cayo Levisa - Cayo Punta Arenas - Arcipelago Sabana-Camagüey - Cayo Cruz del Padre - Cayo Fragoso - Cayo Ines de Soto |  | - Cayo Santa Maria - Cuba - Jardines del Rey - Cayo Coco - Cayo Esquivel - Cayo Guajaba - Cayo Guillermo - Cayo Romano - Cayo Sabinal - Cayo Saetia - Jardines de la Reina |

## Curaçao (2)
- Curaçao
- Klein Curaçao

## Dominica (2)
- Isla Aves[6]
- Dominica

## Giamaica (26)
| - Bare Bush Cay - Big Half-Moon Cay - Big Pelican Cay - Big Portland Cay - Blower Rock - Bogue Islands - Booby Cay - Booby Cay - Booby Cay - Booby Cay - Bush Cay - Bushy Cay |  | - Cabarita Island - Careening Cay - Christmas Island - Dolphin Island - Drunken Man's Cay - East Crall - Emerald Island - Fort Cay - Gordon Cay - Great Goat Island - Green Cay |  | - Green Island - Gun Cay - Hogsty Cay - Sandals Cay - Lilyroot Cay - Lime Cay - Little Goat Island - Little Half-Moon Cay - Little Pelican Cay - Little Portland Cay - Long Island |  | - Maiden Cay - Man O' War Cays - Mango Cay - Mid Crall - Middle Cay - Monkey Island - Morant Cays - Navy Island - Needles - Northeast Cay - Northeast Cay |  | - One Tree Island - Pedro Cays - Pelican Cay - Pellew Island - Pigeon Island - Portland Rock - Rackhams Cay - Refuge Cay - Rocky Cay - Salt Island - Sandbank Cay |  | - Santamaria Island - Sapphire Island - Short Island - South Cay - Southeast Cay - Southeast Cay - Southwest Cay - Southwest Rock - Tern Cay - West Crall - Woods Island |

## Grenada (39)
| - Adam Island - Anthony Rock - Bacolet Island - Bird Island - Black Rock - Caille Island - Calivigny Island - Carriacou - Conference Island - Diamond Island |  | - Fota Island - Frigate Island - Gary Island - Glover Island - Green Island - Grenada - Hog Island - Hope Island - Jack Adam Island - Kick-'em-Jenny Rock |  | - Large Island - Les Tantes - Levera Island - Little Tobago - Mabouya Island - Marquis Island - Mushroom Island - Pearls Rock - Petite Dominique - Petite Martinique |  | - Ramier Island - Redoda - Ronde Island - Saline Island - Sandy Island - Soubisse Island - Sugar Loaf Island - The Sisters - White Island |

## Guadalupa (40)
| - Basse-Terre - Grand Îlet - Grande-Terre - Îles de la Petite Terre - Baleine du Sud - Îlet de Terre-de-Bas - Îlet de Terre-de-Haut |  | - Îles des Saintes - Grand Îlet - Îlet à Cabrit - La Coche - La Redonde - Le Pâté - Les Augustins - Terre-de-Bas - Terre-de-Haut |  | - Îlet à Cabrits - Îlet à Caret - Îlet à Christophe - Îlet à Colas - Îlet à Fajou - Îlet à Kahouanne - Îlet Blanc - Îlet Boissard |  | - Îlet Brument - Îlet Crabière - Îlet de Vieux Fort - Îlet du Gosier - Îlet Duberran - Îlet Feuille - Îlet Fortune - Îlet Frégate de Haut |  | - Îlet Macou - Îlet Mangue à Laurette - Îlets de Carénage - Îlets de Pigeon - La Biche - La Désirade - Marie-Galante - Tête à l'Anglais |

## Haiti (6)
- Cayemites
- Gonave Island
- Hispaniola[7]
- Île à Vache
- Île de Anacaona
- Tortuga

## Honduras (6)
- Banco Misteriosa
- Banco Rosario
- Guanaja
- Isole Hog
- Roatán
- Santanilla
- Útila

## Isole BES (24)
| - Bonaire - Camia - Mucca e Vitello - Green Island - Guana Cay - Pollo e Gallina |  | - Isla Makuka - Kadoesji - Klein Bonaire - Little Island - Little Key |  | - Mal Aborder - Meeuwtje - Mollibeday Rots - Pelican Island - Penso |  | - Rancho - Saba - Sint Eustatius - Sapate Eiland - Willemberg |

## Isole Cayman (12)
| - Barkers Cay - Booby Cay - Cayman Brac - Duck Pond Cay |  | - Finger Cay - First Cay - Grand Cayman - Little Cayman |  | - Little Cayman Brac - Owen Island - Sand Cay - Water Cay |

## Isole Vergini Americane (81)
| - Barrel of Beef - Blinders Rocks - Booby Rock - Bovoni Cay - Buck Island - Buck Island - Calf Rock - Capella Islands - Carval Rock - Cas Cay - Cinnamon Cay - Cockroach Island - Coculus Rock - Cololoba Cay - Congo Cay - Cow Rock - Cricket Rock - Current Rock - Dog Island - Dog Rocks - Domkirk Rock |  | - Dry Rock - Durloe Cays - Dut Cheap Cay - Fish Cay - Flanagan Island - Flat Cays - Gorret Rock - Grass Cay - Great Saint James Island - Green Cay - Green Cay - Hans Lollik Island - Hans Lollik Rock - Hassel Island - Henley Cay - Inner Brass Island - Kalkun Cay - Leduck Island - Limestone Rock - Little Hans Lollik Island - Little Saint James Island |  | - Lizard Rocks - Lovango Cay - Mingo Cay - Outer Brass Island - Packet Rock - Patricia Cay - Pelican Cay - Perkins Cay - Porpoise Rocks - Protestant Cay - Ramgoat Cay - Rata Cay - Rotto Cay - Rupert Rock - Ruth Island - Saba Island - Saint Croix - Saint John - Saint Thomas - Salt Cay |  | - Saltwater Money Rock - Sandy Point Rock - Savana Island - Shark Island - Skipper Jacob Rock - Steven Cay - The Stragglers - Sula Cay - Thatch Cay - Triangle Island - Trunk Cay - Turtleback Rock - Turtledove Cay - Two Brothers - Water Island - Waterlemon Cay - Welk Rocks - West Cay - Whistling Cay |

## Isole Vergini britanniche (43)
| - Anegada - Beef Island - Bellamy Cay - Buck - Carvel Rock - Cockroach Island - Cooper - Dead Chest - East Seal Dog Island - Eustatia Island - Fallen Jerusalem Island |  | - Frenchman's Cay - George Dog Island - Ginger Island - Great Camanoe - Great Dog Island - Great Thatch - Great Tobago Island - Green Cay - Guana Island - Jost Van Dyke - Little Camanoe |  | - Little Jerusalem Island - Little Jost Van Dyke - Little Seal Dog Island - Little Thatch - Little Tobago - Marina Cay - Mosquito - Necker - Norman - Pelican - Peter |  | - Prickly Pear - Round Rock - Saba Rock - Salt - Sandy Cay - Sandy Spit - Scrub - Tortola - Virgin Gorda - West Dog Island - Whale Rock |

## Martinica (50)
| - Bats - Bonchard - Cay Pinsonelle - Dupre - Gros Îlet - Grotte - Île Chancel - Île Petite Grenade - Îlet A Eau - Îlet A Ramiers - Îlet A Tois Roux - Îlet Au Rat - Îlet Aubin |  | - Îlet Baude - Îlet Boisseau - Îlet Cabrits - Îlet Chevalier - Îlet De La Rose - Îlet Des Chardons - Îlet Du Galion - Îlet Duchamp - Îlet Duquesnay - Îlet Fregate - Îlet Hardy - Îlet La Perle - Îlet Lapin |  | - Îlet Lavigne - Îlet Lezard - Îlet Long - Îlet Madame - Îlet Metrente - Îlet Oscar - Îlet Pele - Îlet Petit Piton - Îlet Petit Vincent - Îlet Petite Martinique - Îlet Ragot - Îlet Ramville |  | - Îlet Sainte-Marie - Îlet Tartane - Îlet Thiery - Îlets Aux Chiens - Les Trois Îlets - Martinica - Petit Îlet - Petit Îlet Duprey - Roccia del Diamante - Table Au Diable - Trou Terre |

## Messico (4)
- Cozumel
- Isla Contoy
- Isla Mujeres
- Holbox

## Montserrat (3)
- Isoletta della Capra
- Montserrat
- Piccola Redonda

## Nicaragua (4)
- Isole del Mais
  - Big Corn Island
  - Little Corn Island
- Cayos Miskitos
- Pearl Cays

## Repubblica Dominicana (13)
| - Alto Velo - Banco Silver - Banco Navidad - Barbarita - Beata - Cabritos - Catalina |  | - Catalinita - Cayo Levantado - Hispaniola - Islita - La Matica - Saona |

## Saint-Barthélemy (13)
| - Saint Barthélemy - Île Boulanger - Île Chevreau - Île Coco - Île du Pain de sucre |  | - Île Fourche - Île Frégate - Île Mancel - Île Pelé |  | - Îles des Grenadins - Île Toc Vers - Roche le Boeuf - Roche Plate |

## Saint Kitts e Nevis (20)
| - Booby Island - Crokus Cay - Dalzel Island - Dodan Island - Dulcina Island |  | - East Cay - Eden Island - Fahie Island - Friars Island - Gardner Island |  | - Garvey Island - Golden Cay - Jessop Island - Maddens - Meves Island |  | - Nevis - Otters Island - Saint Kitts - Sugar Loaf - Vambelle Island |

## Saint-Martin (8)
- Caye Verte
- Crowl Rock
- Grand Îlet
- Petite Clef
- Pinel
- Rocher de l’Anse Marcel
- Saint-Martin[14]
- Tintamarre[15]

## Saint Vincent e Grenadine (39)
| - All Awash Island - Baliceaux - Battowia - Bequia - Canouan - Catholic Island - Chateaubelair Island - Church Cay - Cow And Calves Islands - Dike Island |  | - Dove Cay - Dove Island - Duvernette Islet - Frigate Island - Grenadine - L'Islot - Mayreau - Milligan Cay - Mopion - Mustique |  | - Palm Island - Petit Cannouan - Petit Cay - Petit Mustique - Petit Nevis - Petit Saint Vincent - Petit Tobac - Pigeon Island - Pillories - Prune Island |  | - Quatre Isle - Rabbit Island - Red Island - Saint Elairs Cay - Saint Vincent - Sand Cay - Savan Island - Tobago Cays - Union Island - Young Island |

## Saint Lucia (17)
| - Bateaux Island - Bouche Island - Choc Island - Dennery Island - Des Bateaux Island |  | - Fourer Island - Fous Island - Fregate Island - Gros Island |  | - Lapins Island - Maria Islands - Pigeon Island - Praslin Island |  | - Rat Island - Rouche Island - Saint Lucia - Scorpion Island |

## Sint Maarten (2)
- Saint-Martin[17]
- Mona

## Stati Uniti d'America (1)
- Isola Navassa[18]

## Trinidad e Tobago (21)
| - Caledonia Island - Chacachacare - Craig Island - Cronstadt Island - Carrera Island - Faralon Rock - Gaspar Grande |  | - Gasparillo - Huevos - Lenagan Island - Little Tobago - Monos - Nelson Island - Pelican Island |  | - Saint Giles Island - Saut d'Eau - Goat Island - Sisters' Rock - Soldado Rock - Tobago - Trinidad |

## Venezuela (15)
| - Arcipelago di Los Monjes - Arcipelago di Las Aves - Aves - Arcipelago di Los Hermanos - Blanquilla |  | - Cubagua - Isla de Coche - Isla de Patos - Islas Los Frailes - La Orchila |  | - La Sola - La Tortuga - Los Roques - Los Testigos - Margarita |